# ルートヴィヒ・ヒルベルザイマー
ルートヴィヒ・カール・ヒルベルザイマー（Ludwig Hilberseimer、1885年9月14日 - 1967年5月6日）は、ドイツの建築家で都市計画家。カールスルーエ工科大学中退後、ペーター・ベーレンスとノイマルクの事務所に勤務。1929年、ハンネス・マイヤーによってバウハウスに招聘された。ゲシュタポによってワシーリー・カンディンスキーとともに危険人物視され、1938年、多くのバウハウスのメンバーがそうだったように米国に渡った。そこでミース・ファン・デル・ローエとともにイリノイ工科大学で都市計画の教鞭をとった。シカゴ都市計画局のディレクターとなった。